# NGC 4483
NGC 4483 (другие обозначения — UGC 7649, MCG 2-32-103, ZWG 70.136, VCC 1303, PGC 41339) — линзовидная галактика в созвездии Девы.
Балдж и диск вносят равный вклад в светимость NGC 4483. Балдж относится к классическим и распределение яркости в нем хорошо описывается функцией Вокулёра. Распределение яркости в диске — экспоненциальное. Наблюдается выделенное, но тусклое ядро.
Этот объект входит в число перечисленных в оригинальной редакции «Нового общего каталога».